# Cadoneghe
Cadoneghe – miejscowość i gmina we Włoszech, w regionie Wenecja Euganejska, w prowincji Padwa.
Według danych na rok 2004 gminę zamieszkiwały 14 654 osoby, 1221,2 os./km².